# Losap

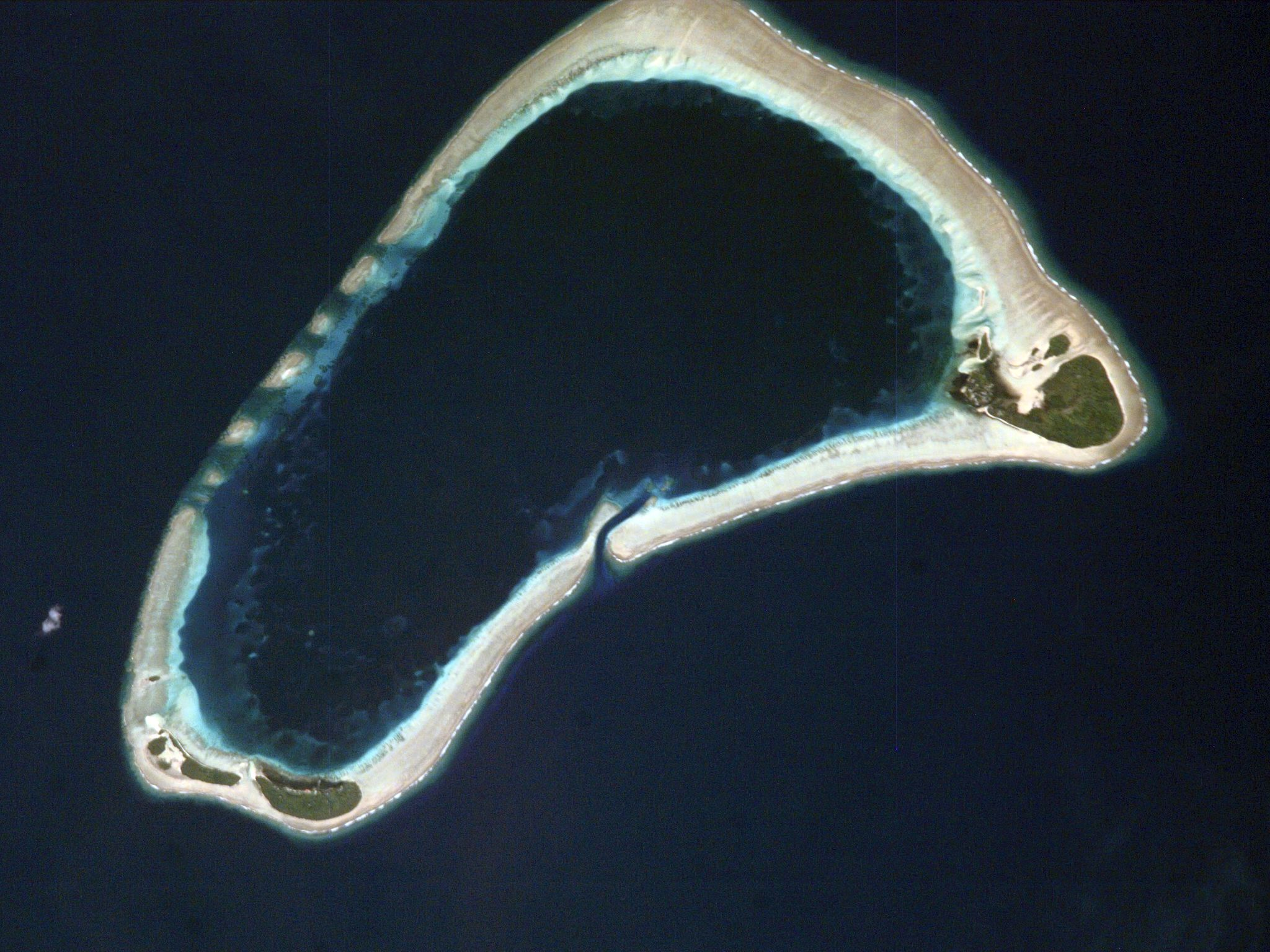
Atol Losap op een satellietfoto

Losap is een eiland in Micronesia, behorend tot de deelstaat Chuuk.
Er komt slechts één zoogdier voor, de vleermuis Pteropus phaeocephalus.
Dublon · Eot · Ettal · Fala-Beguets · Fananu · Fefan · Kutu · Losap · Lukunor · Magur· Moch · Murilo · Nama · Namoluk · Nomwin · Onari· Oneop · Ono · Param · Pis-Losap · Pisaras · Pulap · Pulusuk · Puluwat · Romanum · Ruo · Satawan · Ta · Tamatam · Tol · Tsis · Udot · Ulul · Uman · Weno